# Dahaneh-ye Akhlamad
Dahaneh-ye Akhlamad (persiska: دهنه اخلمد) är en ort i Iran.   Den ligger i provinsen Khorasan, i den nordöstra delen av landet, 700 km öster om huvudstaden Teheran. Dahaneh-ye Akhlamad ligger 1 264 meter över havet och antalet invånare är 565.
Terrängen runt Dahaneh-ye Akhlamad är kuperad åt sydväst, men åt nordost är den platt.Runt Dahaneh-ye Akhlamad är det ganska glesbefolkat, med 35 invånare per kvadratkilometer. Närmaste större samhälle är Chenārān, 13,5 km öster om Dahaneh-ye Akhlamad. Trakten runt Dahaneh-ye Akhlamad består till största delen av jordbruksmark.